# Філенко Євген Іванович
Євген Іванович Філенко (рос. Евгений Иванович Филенко, 7 лютого 1954, Перм) — російський письменник-фантаст, лауреат низки літературних премій.

## Біографія
Євген Філенко народився у Пермі в родині професійного військового, українця за походженням. Під час навчання в школі активно займався підготовкою театральних капусників, сам писав п'єси для шкільних театральних вистав. У 1979—1980 роках займався карате в одній з перших легальних секцій карате в СРСР. Після закінчення школи Філенко навчався на економічному факультеті Пермського університету за спеціальністю «економічна кібернетика», який закінчив у 1976 році. Після закінчення університету Євген Філенко працював програмістом у низці пермських підприємств та відділень державних банків. Пізніше він працював у видавництві «Стрелец», а в 1993 році заснував приватне видавництво «Бегемот», яке розпочало випуск його творів.

## Літературна творчість
Літературну діяльність Євген Філенко розпочав ще в шкільні роки, коли 1964 року написав науково-фантастичне оповідання «Космічний десант». Проте тривалий час Філенко не мав можливості часто друкуватися з ідеологічних міркувань. У 80-х роках ХХ століття Євген Філенко стає активним учасником всесоюзних семінарів молодих письменників-фантастів, які відбувалися в Малєєвці, Дубултах, Пермі, та в Ялті на початку 90-х років ХХ століття. Спочатку письменник друкувався у місцевих пермських виданнях та збірках, виданих у місцевому пермському видавництві. Окремою книгою уперше виданий повість Філенка «Епіцентр», яка вийшла друком у 1987 році. У 1988 році виходить збірки творів письменника «Зоряна луна» (рос. Звездное эхо) та «Сага про Тимофеєва», більшість творів з яких мають гумористичний характер, а в другій збірці, в якій описуються пригоди студента-історика та винахідника Тимофеєва, мають також і сатиричне забарвлення, оскільки вони в алегоричній формі висміюють реалії життя в тогочасному СРСР. У 1991 році вийшов друком роман письменника «Хода динозаврів» (рос. Шествие динозавров), який відносять до умовного жанру «часової опери», та який є своєрідною антитезою до роману братів Стругацьких
«Важко бути богом». Центральне місце у творчості письменника займає цикл творів «Галактичний консул», у якому світ цього циклу творів нагадує Світ Полудня братів Стругацьких, у якому проте існують незліченні труднощі та протиріччя, з якими бореться головний герой творів Костянтин Кратов, космічний дипломат та дослідник.

## Нагороди та премії
Євген Філенко є лауреатом низки російських літературних премій. У 2003 році він став лауреатом премії «Зиланткон», а в 2007 році премії «Бронзовий равлик». У 2014 році письменник став лауреатом премії імені Єфремова, а в 2016 році став лауреатом премії «Аеліта».

## Вибрана бібліографія

### Галактический Консул

#### Основний цикл
- Эпицентр (1987)
- Гребень волны (1999)
- Гнездо феникса (1999)
- Блудные братья (1999)

#### Твори, сюжетно пов'язані з циклом, проте не включені до класичних видань циклу
- Бездна (1973)
- Дарю вам этот мир (1990)
- Бумеранг на один бросок (2006)
- Вектор атаки (2014)
- Объёмный взрыв (2015, інтернет-публікація)
- Пламенная кода (2015, інтернет-публікація)

### Інші твори
- Сага о Тимофееве (1988)
- Звёздное эхо (1988)
- Отсвет мрака (2002)
- Шествие динозавров (2004)
- Шестой моряк (2011)
- Энигмастер Мария Тимофеева (2015, інтернет-публікація)
- Дарю вам этот мир (збірка, 2015, інтернет-публікація)
- Мухосранские хроники (2015, інтернет-публікація)